# Inger Aufles
Inger Reidun Aufles z d. Døving (ur. 29 maja 1941 w Valldal) – norweska biegaczka narciarska, trzykrotna medalistka olimpijska i srebrna medalistka mistrzostw świata.

## Kariera
Igrzyska olimpijskie w Grenoble w 1968 r. były jej olimpijskim debiutem. Zdobyła tam brązowy medal w biegu na 10 km stylem klasycznym, ulegając jedynie zwyciężczyni Toini Gustafsson ze Szwecji oraz drugiej na mecie Berit Mørdre Lammedal z Norwegii. Ponadto wspólnie z Berit Mørdre Lammedal i Babben Enger Damon triumfowała w sztafecie 3 × 5 km. Zajęła także 7. miejsce w biegu na 5 km stylem klasycznym. Cztery lata później, podczas igrzysk olimpijskich w Sapporo Norweżki z Aufles w składzie zajęły trzecie miejsce w sztafecie. Na tych samych igrzyskach zajmowała 12. miejsce w biegach na 5 i 10 km.
W 1966 r. wystartowała na mistrzostwach świata w Oslo. Wraz z Berit Mørdre Lammedal i Ingrid Wigernæs zdobyła srebrny medal w sztafecie 3 × 5 km. Cztery lata później, na mistrzostwach świata w Wysokich Tatrach wraz z koleżankami z reprezentacji zajęła czwarte miejsce w sztafecie.

## Osiągnięcia

### Igrzyska olimpijskie
| Miejsce | Dzień     | Rok  | Miejscowość | Konkurencja             | Czas biegu | Strata   | Zwyciężczyni     |
| ------- | --------- | ---- | ----------- | ----------------------- | ---------- | -------- | ---------------- |
| 3.      | 9 lutego  | 1968 | Grenoble    | 10 km stylem klasycznym | 36:46,5    | +1:13,4  | Toini Gustafsson |
| 10.     | 13 lutego | 1968 | Grenoble    | 5 km stylem klasycznym  | 16:45,2    | +12,9    | Toini Gustafsson |
| 1.      | 16 lutego | 1968 | Grenoble    | Sztafeta 3 × 5 km       | 57:30,0    | -        | -                |
| 12.     | 6 lutego  | 1972 | Sapporo     | 10 km stylem klasycznym | 34:17,82   | +1:49,26 | Galina Kułakowa  |
| 12.     | 9 lutego  | 1972 | Sapporo     | 5 km stylem klasycznym  | 30:13,41   | +32,64   | Galina Kułakowa  |
| 3.      | 12 lutego | 1972 | Sapporo     | Sztafeta 3 × 5 km       | 48:46,15   | +1:05,34 | ZSRR             |

### Mistrzostwa świata
| Miejsce | Dzień     | Rok  | Miejscowość  | Konkurencja            | Czas biegu | Strata   | Zwyciężczyni    |
| ------- | --------- | ---- | ------------ | ---------------------- | ---------- | -------- | --------------- |
| 2.      | 27 lutego | 1966 | Oslo         | Sztafeta 3 × 5 km      | 56:04,2    | +1:55,6  | ZSRR            |
| 10.     | 16 lutego | 1970 | Vysoké Tatry | 5 km stylem klasycznym | 18:07,89   | +56,62   | Galina Kułakowa |
| 4.      | 20 lutego | 1970 | Vysoké Tatry | Sztafeta 3x5 km        | 54:32,18   | +1:56,69 | ZSRR            |